# Noisecontrollers
Noisecontrollers, de son vrai nom Bas Oskam, est un musicien néerlandais de hardstyle. À l'origine lancé comme duo composé de Bas Oskam et Arjan Terpstra, Noisecontrollers devient un projet solo après le départ d'Arjan en 2013.

## Biographie
Noisecontrollers se forme en 2005 en tant que duo, et se compose de Bas Oskam et d'Arjan Terpstra. Dans leur esprit, Noisecontrollers est conçu afin d'« amener le hardstyle à un niveau supérieur. » En 2008, ils sortent un album aux côtés de Technoboy, intitulé The Battle - Noisecontrollers vs. Technoboy ; l'album est bien accueilli sur Partyflock avec une note de 83 sur 100. La même année, ils mixent l'un des CD du triple album Bassleader 2008 Compilation, aux côtés de Korsakoff (hardcore) et Chicago Zone (jumpstyle), compilation sortie en marge de l'événement Bassleader. L'album est bien accueilli, avec une note de 80 sur 100 sur Partyflock. En 2009, ils mixent l'un des CD de l'album Defqon.1 Festival 2009, sorti en marge de l'événement Defqon.1, aux côtés de Fausto et Tha Playah. L'album reçoit un bon accueil, avec une note de 82 sur 100.
En 2013, leur chanson Get Loose, composée aux côtés de Showtek, entre dans les classements musicaux néerlandais et belges. Le 20 novembre 2013, le groupe met en ligne une vidéo sur son compte officiel YouTube annonçant sa séparation. Bas Oskam et Arjan Terpstra décident de se séparer afin de « poursuivre leurs propres rêves » chacun de leur côté. Finalement, Bas Oskam devient l'unique détenteur du nom Noisecontrollers. En janvier 2014, Bas Oskam annonce la sortie d'un nouvel album, All Around, premier album solo, pour le 14 mars 2014 au label Q-dance Records, suivi d'une tournée nord-américaine,. Selon Bas Oskam, « l'album est un peu plus profond et mélodique que ce qu['il avait] l'habitude de faire. Il ne suit pas non plus les tendances actuelles en matière de hardstyle. » L'album est bien accueilli par l'ensemble de la presse spécialisée,,, et atteint également la 43e place du Dutch Albums Top 100 pendant une semaine.
En avril 2017, Oskam organise la tournée Attack Again, avec des morceaux comme Attack Again, The Yellow Minute, Crump et Venom. En besoin d'introspection, il décide de faire une pause en 2020 en raison de la pandémie de Covid-19 qui sévit, puis annonce son retour trois ans plus tard en 2023.

## Discographie

### Albums studio
- 2012 : E=Nc² (The Science of Hardstyle) (Scantraxx) (60e aux Pays-Bas[18])
- 2014 : All Around (Q-dance Records)
- 2015 : All Night Long (Noisecontrol Records)
- 2015 : 10 Years (Noisecontrol Records)
- 2016 : Chapter One (avec Bass Modulators) (Headliner Music, Q-dance Records)

### Compilations
- 2014 :  Qlimax 2014 the Source Code of Creation (Q-dance Records)

### EP
- 2007 : Creatures / Against All Odds (Fusion Records)
- 2007 : Crump / Marlboro Man / Aliens
- 2009 :  Ctrl.Alt.Delete (In Qontrol Anthem 2009)
- 2009 : Tonight (Scantraxx Reloaded)
- 2009 : Yellow Minute / Sanctus / Revolution Is Here / Attack Again
- 2009 : Surge of Power Part 1
- 2009 : Surge of Power Part 2
- 2010 : Jaydee (featuring Toneshifterz)
- 2010 : Paranoid / Diffusion / Diavoli
- 2010 : Unite (Defqon.1 Festival 2011 Anthem) (Q-dance Records)
- 2010 : Faster 'n Further
- 2010 : Bass Mechanics (avec Psyko Punkz)

### Singles
- 2013 : Get Loose (Tiësto Remix) (24e aux Pays-Bas[19])